# I Am One (The Smashing Pumpkins)
I Am One è il primo singolo del gruppo alternative rock statunitense The Smashing Pumpkins, pubblicato nel 1990. 
La canzone è stata scritta da Billy Corgan e James Iha.

## Tracce
- 7"

1. I Am One – 4:16
2. Not Worth Asking – 4:00

## Formazione
- Billy Corgan – voce, chitarra
- James Iha – chitarra
- D'arcy Wretzky – basso
- Jimmy Chamberlin – batteria